# 1926 en science-fiction
| Années de la science-fiction : 1923 - 1924 - 1925 - 1926 - 1927 - 1928 - 1929    |
| Décennies de la science-fiction : 1890 - 1900 - 1910 - 1920 - 1930 - 1940 - 1950 |

L'année 1926 est marquée, en matière de science-fiction, par les événements suivants.

## Naissances et décès

### Naissances
- 20 février : Richard Matheson, écrivain américain, mort en 2013.
- 19 mars : Jimmy Guieu, écrivain français, mort en 2000.
- 29 mars : Lino Aldani, écrivain italien, mort en 2009.
- 1er avril : Anne McCaffrey, femme de lettres américaine, morte en 2011.
- 9 mai : John Middleton Murry, Jr., écrivain britannique, mort en 2002.
- 9 août : Frank M. Robinson, écrivain américain, mort en 2014.
- 25 novembre : Poul Anderson, écrivain américain, mort en 2001.

## Événements
- Création du magazine Amazing Stories.

## Prix
La plupart des prix littéraires de science-fiction actuellement connus n'existaient alors pas.

## Parutions littéraires

### Romans
- Au pays des brumes par Arthur Conan Doyle.
- La Cité des Ténèbres par Léon Groc.
- Metropolis par Thea von Harbou.

### Nouvelles
- L'Arrivée des glaces par Green Peyton Wertenbaker.